# Полице (гмина)
Полице (пол. Police) — гмина (волость) в Польше, входит как административная единица в Полицкий повет, Западно-Поморское воеводство. Население — 41 386 человек (на 2005 год).